# 푸노
푸노(Puno)는 페루 남동부에 위치한 도시로 푸노 주의 주도이다. 푸노 시는 티티카카호에 위치하고 있다. 이곳은 푸노 지방과 푸노 도의 중심 도시로 인구 약 100,000명을 가지고 있다. 이 도시는 1688년 페드로 안토니오 페르난데스 데 카스트로 부왕에 의해 파우카콜라 지방의 주도로 세워졌으며, 당시의 이름은 ‘산 후안 바우티스타 데 푸노’였다. 이후 스페인 국왕 카를로스 2세를 기념하기 위해 ‘산 카를로스 푸노’로 변경되었다. 푸노에는 당시에 세워진 여러 개의 교회가 존재하는데, 스페인들의 예배와 현지 토착민들을 개종하기 위해 세워졌다.

## 개요
푸노 시는 해발 3850m에 자리잡고 있는 푸노 주의 주청사 소재지이다. 티티카카 호수의 서쪽에 위치한다. 인구는 약 22 만명. 다른 많은 페루의 도시와 마찬가지로 도시의 중심부에 아르마스 광장과 대성당을 가지고 있다. 도심에 인접한 언덕에 도시를 내려다 보듯이 잉카의 성스러운 세 동물인 콘도르, 퓨마, 뱀 동상이 세워져 있다.

## 역사
푸노는 1668년 스페인의 정복 후에 건설된 도시이다. 티티카카 호수 주변에는 잉카 시대부터 문명의 번창한 지역이었다. 이 호수에는 잉카 제국 창건에 얽힌 전설도 남아 있다.

## 교통
세계에서 가장 높은 고지대를 달리는 페루 남부 철도가 발착하는 기차역이 있고, 잉카 만코 카팍 국제공항이 있는 줄리아카와 린주의 주청사 소재지인 쿠스코와 연결되어 있다.

## 기후
| Puno의 기후              | Puno의 기후  | Puno의 기후  | Puno의 기후  | Puno의 기후 | Puno의 기후 | Puno의 기후 | Puno의 기후 | Puno의 기후 | Puno의 기후 | Puno의 기후 | Puno의 기후 | Puno의 기후 | Puno의 기후   |
| 월                       | 1월          | 2월          | 3월          | 4월         | 5월         | 6월         | 7월         | 8월         | 9월         | 10월        | 11월        | 12월        | 연간          |
| ------------------------ | ------------ | ------------ | ------------ | ----------- | ----------- | ----------- | ----------- | ----------- | ----------- | ----------- | ----------- | ----------- | ------------- |
| 일평균 최고 기온 °C (°F) | 15.5 (59.9)  | 15.3 (59.5)  | 15.2 (59.4)  | 15.3 (59.5) | 14.9 (58.8) | 14.0 (57.2) | 14.1 (57.4) | 14.9 (58.8) | 15.9 (60.6) | 16.5 (61.7) | 16.8 (62.2) | 16.6 (61.9) | 15.4 (59.7)   |
| 일평균 최저 기온 °C (°F) | 5.6 (42.1)   | 5.4 (41.7)   | 5.2 (41.4)   | 3.7 (38.7)  | 0.8 (33.4)  | −0.9 (30.4) | −1.3 (29.7) | 0.0 (32.0)  | 1.7 (35.1)  | 3.4 (38.1)  | 4.3 (39.7)  | 5.3 (41.5)  | 2.8 (37.0)    |
| 평균 강수량 mm (인치)    | 173.7 (6.84) | 149.2 (5.87) | 131.3 (5.17) | 58.9 (2.32) | 8.8 (0.35)  | 5.7 (0.22)  | 2.5 (0.10)  | 12.1 (0.48) | 23.5 (0.93) | 53.0 (2.09) | 54.4 (2.14) | 87.2 (3.43) | 760.3 (29.93) |
| 출처: SENAMHI            |              |              |              |             |             |             |             |             |             |             |             |             |               |

## 기타
티티카카 호수에 떠있 우로스 섬과 근처의 시루스타니 유적에 대한 관광 거점이 되고 있다.

## 같이 보기
- 쿠스코
- 우로스 섬
- 페루남부철도